# The Big Picture (Fernsehserie)
The Big Picture ist eine US-amerikanische Fernsehserie, die von 1951 bis 1964 von der United States Army produziert und von ABC ausgestrahlt wurde. Die wöchentlich gesendeten halbstündigen Dokumentarfilme thematisierten die militärische Ausbildung, die neuere Kriegsgeschichte und Biographien bekannter Soldaten. Nach der Beendigung der Ausstrahlung auf ABC erfuhr sie noch bis in die frühen 1970er Jahre eine Verwertung durch lokale Fernsehsender. Die genaue Zahl der Produktionen ist offenbar unbekannt, geht jedoch in die hunderte.

## Produktion

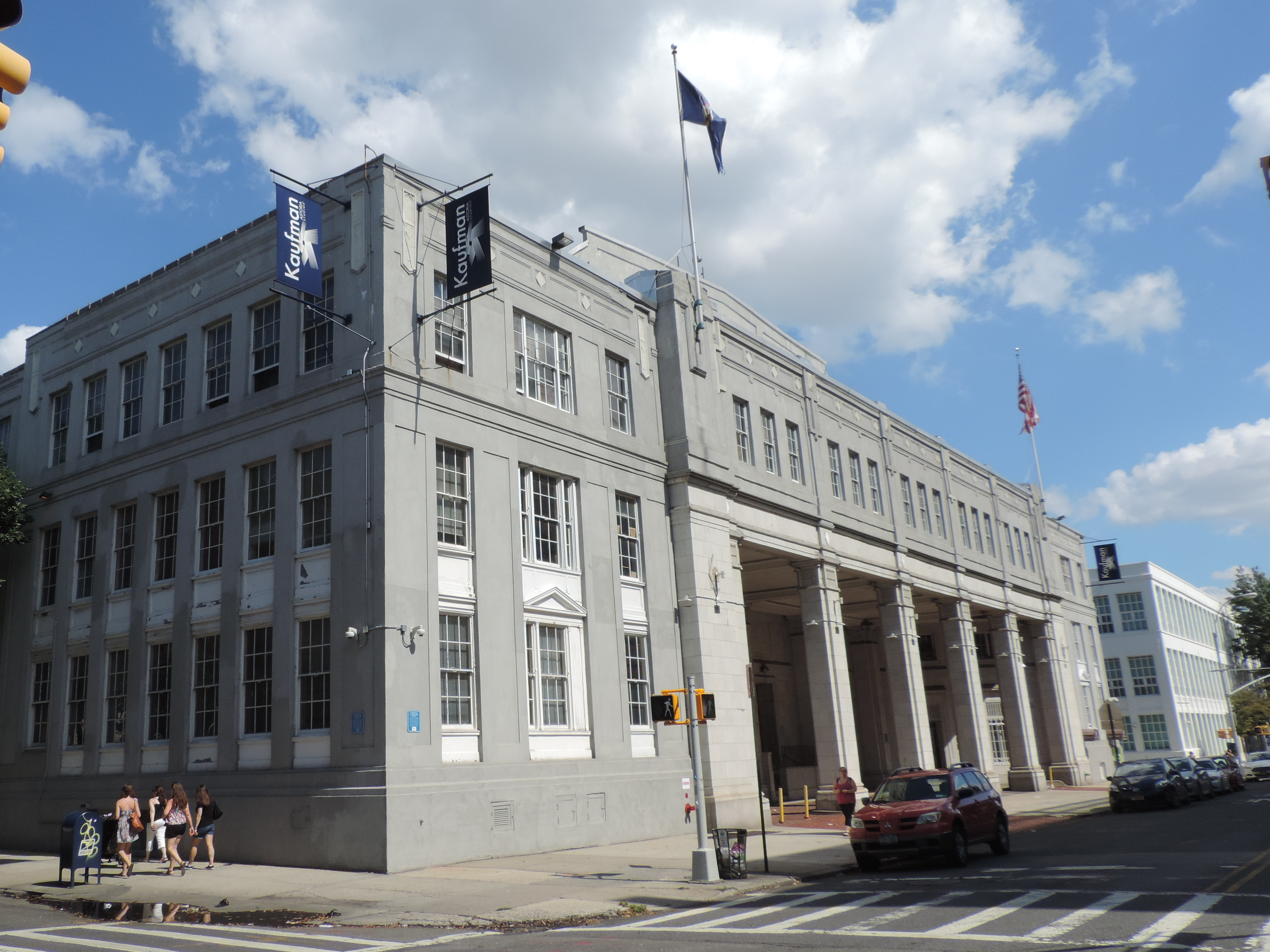
Kaufman Studio 35 Av 35 St sun jeh

Hergestellt wurden die Filme vom United States Army Signal Corps in den alten Astoriabühnen (heute Kaufman Astoria Studios im New Yorker Stadtteil Queens). Eingeführt wurden die Filme oftmals durch Sergeant Stuart Queen (1919–1981), der auch die Erzählstimme lieh. Ursprünglich wurde die Serie auf Schwarzweißfilm im 35-mm-Format produziert, später in Farbe auf 16-mm-Film. Als weitere Moderatoren oder Sprecher traten u. a. Henry Fonda, Walter Matthau, Ronald Reagan (seinerzeit noch „Riegen“ und nicht „Rägen“ ausgesprochen), Walter Cronkite, Raymond Massey und Alexander Scourby auf.

## Themen
In den einzelnen Episoden wurden die verschiedenen Waffengattungen vorgestellt wie z. B. die Special Forces in Special Forces. Die 1962 produzierte Sendung wurde von Henry Fonda moderiert, der die Geschichte der unkonventionellen Kriegführung bzw. der Guerilla auf die Indianerkriege zurückführt. In Phantom Fighters von 1959 wird die Zusammenarbeit von dem in Bad Tölz stationierten 10th Special Forces Command mit deutschen Partisanen im Kontext einer Stay-behind-Übung inszeniert. Neben historischen Sendungen zum Zweiten Weltkrieg und Koreakrieg wurde der Kalte Krieg thematisiert, später der Vietnamkrieg. Außerdem wurde eine Reihe von Biopics über bekannte Generale der US Army produziert.
Die 1962 produzierte Episode Caribbean Command leitet ihren Titel vom United States Southern Command in Panama ab (1948–1963 Caribbean Command). In der Folge wird die Ausbildung von Angehörigen zahlreicher lateinamerikanischer Staaten in der School of the Americas gezeigt sowie Aufnahmen von Fort Gulick, Fort Sherman und Quarry Heights. Hintergrund der Produktion war das im März 1961 in Panama durchgeführte Manöver Operation Solidarity, in dem Einheiten der US-Armee und der Streitkräfte Panamas, Kolumbiens und Perus die Abwehr eines mutmaßlich kommunistischen Angriffs übten. Das Manöver wurde von zahlreichen Delegationen lateinamerikanischer Streitkräfte beobachtet. Gezeigt wird auch der Besuch des Atom-U-Boots Seawolf in Panama-Stadt, auf dem Vertreter der Regierung empfangen werden.

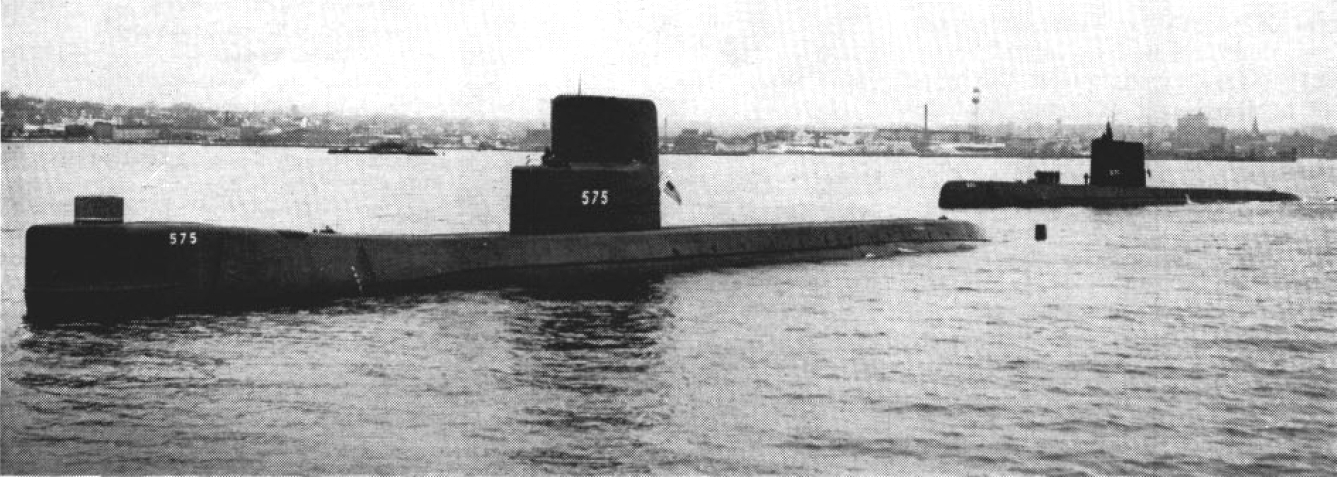
USS Nautilus (SSN-571) and Seawolf (SSN-575) in 1957

Bei der Abschlussparade sind auch Angehörige der Guardia Nacional de Nicaragua, der Streitkräfte Mexikos und Haitis vertreten. Besonders rar sind Aufnahmen zur Ausbildung in Counterinsurgency im Jungle Warfare Training Center. Außerdem üben lateinamerikanische Streitkräfte die sogenannte Aufruhrkontrolle (riot control). Die Übung endet mit einer Montage von Aufnahmen der Freiheitsstatue in der Kanalzone und einem Denkmal des spanischen Conquistadors Vasco Núñez de Balboa in Panama-Stadt, wodurch die gemeinsamen militärischen Anstrengungen zur Bewahrung eines gemeinsamen way of life unterstrichen werden sollen.

## Überlieferung
Offenbar existiert keine vollständige Produktionsliste. Da die Filme von der Regierung produziert wurden, waren sie angeblich von vornherein gemeinfrei. Seit Beginn der 2000er Jahre sind zahlreiche Episoden auf DVD erschienen und können aus dem Internet Archive kostenlos heruntergeladen werden. Daher sind viele Episoden auch bei YouTube eingestellt.